# 奇里莫托區
6°31′01″S 77°24′00″W / 6.51694°S 77.40000°W
奇里莫托區（西班牙語：Distrito de Chirimoto），是秘魯的一個區，位於該國北部亞馬遜大區的羅德里格斯德門多薩省，始建於1932年10月31日，面積153平方公里，海拔高度2,000米，2005年人口1,843，人口密度每平方公里12人。